# Prêmio Globo de Melhores do Ano de melhor ator ou atriz mirim
O Prêmio Globo de Melhores do Ano para Melhor Ator/Atriz Mirim foi um prêmio anual destinado a melhor interpretação infantil da TV Globo. Entre 1995 e 2019, a premiação foi realizada durante o Domingão do Faustão, passando a ser realizada a partir de 2021 pelo Domingão com Huck.

## História
Apesar do prêmio existir desde 1995, esta categoria só entrou na premiação em sua 7.ª cerimônia, que até a 10.ª cerimônia era dividida entre "ator mirim" e "atriz mirim", a partir da edição de 2006, a categoria passou a ser uma só, nomeada "atriz/ator mirim".

## Vencedores e indicados
|  | Indica o ator/atriz vencedor(a) |

### Década de 2000
| Ano  | Intérprete         | Novela                | Personagem                           |
| ---- | ------------------ | --------------------- | ------------------------------------ |
| 2002 | Carla Diaz         | O Clone               | Khadija Rachid                       |
| 2002 | Pedro Malta        | Coração de Estudante  | Felipe Mendes Feitosa (Lipe)         |
| 2003 | Bruna Marquezine   | Mulheres Apaixonadas  | Salete Machado Oliveira              |
| 2003 | Kayky Brito        | Chocolate com Pimenta | Bernadete do Canto e Melo / Bernardo |
| 2004 | Marcela Barrozo    | Senhora do Destino    | Bianca Ferreira da Silva             |
| 2004 | Sérgio Malheiros   | Da Cor do Pecado      | Raí de Souza                         |
| 2005 | Bruna Marquezine   | América               | Maria Flor dos Santos (Flô)          |
| 2005 | Mussunzinho        | América               | Victor (Farinha)                     |
| 2006 | Rafael Ciani       | Cobras & Lagartos     | Geraldo Salgado Munhoz (Geléia)      |
| 2006 | Joana Mocarzel     | Páginas da Vida       | Clara Camargo Varella                |
| 2006 | Gabriel Kaufmann   | Páginas da Vida       | Francisco Toledo de Almeida          |
| 2007 | Amanda Azevedo     | Sete Pecados          | Benta Nascimento da Silva            |
| 2007 | Marina Ruy Barbosa | Sete Pecados          | Isabel Florentino                    |
| 2007 | Vitor Novello      | Paraíso Tropical      | Zé Luís (José Luís Grimaldi)         |
| 2008 | Bruna Marquezine   | Negócio da China      | Flor de Lys Silvestre                |
| 2008 | Eduardo Melo       | A Favorita            | Domênico Copola Monteiro             |
| 2008 | Thávyne Ferrari    | Três Irmãs            | Rafinha (Rafaela Rio Preto)          |
| 2009 | Klara Castanho     | Viver a Vida          | Rafaela Vitória Vilela               |
| 2009 | Cadu Paschoal      | Caminho das Índias    | Hari                                 |
| 2009 | Karina Ferrari     | Caminho das Índias    | Anusha Ananda                        |

### Década de 2010
| Ano  | Intérprete             | Novela                      | Personagem                    |
| ---- | ---------------------- | --------------------------- | ----------------------------- |
| 2010 | Clara Tiezzi           | Ti Ti Ti                    | Maria Beatriz Spina           |
| 2010 | Carol Macedo           | Passione                    | Kelly Miranda                 |
| 2010 | Matheus Costa          | Escrito nas Estrelas        | Tadeu                         |
| 2011 | Jesuela Moro           | A Vida da Gente             | Júlia Fonseca Macedo          |
| 2011 | Gabriel Pelícia        | Fina Estampa                | Joaquim Pereira (Quinzinho)   |
| 2011 | Klara Castanho         | Morde & Assopra             | Tonica Martins                |
| 2012 | Mel Maia               | Avenida Brasil              | Rita Fonseca de Souza         |
| 2012 | Ana Karolina Lannes    | Avenida Brasil              | Ágatha Moreira Araújo         |
| 2012 | Luiz Felipe Mello      | Salve Jorge                 | Roberto Júnior                |
| 2013 | JP Rufino              | Além do Horizonte           | Edmílson Machado (Nilson)     |
| 2013 | Klara Castanho         | Amor à Vida                 | Paulinha (Paula Araújo)       |
| 2013 | Mel Maia               | Joia Rara                   | Perola Fonseca Hauser         |
| 2014 | Giovanna Rispoli       | Boogie Oogie                | Claudia Miranda Romão         |
| 2014 | Geytsa Garcia          | Meu Pedacinho de Chão       | Liliane Napoleão (Pituca)     |
| 2014 | Tomás Sampaio          | Meu Pedacinho de Chão       | José Napoleão (Serelepe)      |
| 2015 | Mel Maia               | Além do Tempo               | Felícia Cristina Pasqualino   |
| 2015 | João Gabriel D'Aleluia | Além do Tempo               | Francisco de Assis (Chico)    |
| 2015 | Sabrina Nonata         | Babilônia                   | Júlia Rocha Vidal             |
| 2016 | JP Rufino              | Êta Mundo Bom!              | Washington Sampaio (Pirulito) |
| 2016 | Gabriel Palhares       | Liberdade, Liberdade        | Caju                          |
| 2016 | Mel Maia               | Liberdade, Liberdade        | Joaquina da Silva Xavier      |
| 2017 | João Bravo             | A Força do Querer           | André "Dedé" Duarte Feitosa   |
| 2017 | Drico Alves            | A Força do Querer           | Yuri Junqueira Garcia         |
| 2017 | Mel Maia               | A Cara do Pai               | Maria Eduarda "Duda" Moreira  |
| 2018 | Davi Queiroz           | Segundo Sol                 | Teobaldo Falcão (Badu)        |
| 2018 | Mel Maia               | Deus Salve o Rei            | Agnes                         |
| 2018 | Vitor Figueiredo       | O Outro Lado do Paraíso     | Tomaz Tavares Montserrat      |
| 2019 | João Bravo             | Bom Sucesso                 | Peter da Silva                |
| 2019 | Maria Alice Guedes     | Malhação: Vidas Brasileiras | Valentina Costa               |
| 2019 | Valentina Vieira       | Bom Sucesso                 | Sofia Prado Monteiro          |

## Estatísticas e recordes
| Sub-categoria               | Melhor Ator/Atriz Mirim                                           | Melhor Ator/Atriz Mirim |
| --------------------------- | ----------------------------------------------------------------- | ----------------------- |
| Ator/atriz com mais prêmios | Bruna Marquezine (3), Mel Maia (2), JP Rufino (2), João Bravo (2) |                         |
| Atriz mais jovem a ganhar   | Jesuela Moro aos 7 anos por A Vida da Gente (2011)                |                         |
| Atriz mais velha a ganhar   | Bruna Marquezine aos 13 anos por Negócio da China (2008)          |                         |
| Ator mais jovem a ganhar    | Davi Queiroz aos 5 anos, por Segundo Sol (2018)                   |                         |
| Ator mais velho a ganhar    | Kayky Brito aos 15 anos por Chocolate com Pimenta (2003)          |                         |